# Rhodostrophia muscosa
Rhodostrophia muscosa är en fjärilsart som beskrevs av Max Joseph Bastelberger 1908. Rhodostrophia muscosa ingår i släktet Rhodostrophia och familjen mätare. Inga underarter finns listade.